# Zinder
Zinder [zɛ̃ˈdɛːr] ist die Hauptstadt der gleichnamigen Region Zinder in Niger. Mit rund 323.000 Einwohnern ist sie die zweitgrößte Stadt des Landes nach Niamey. Bis 1926 die Hauptstadt Nigers, ist Zinder heute ein bedeutendes kulturelles und wirtschaftliches Zentrum des westafrikanischen Staates.

## Geographie

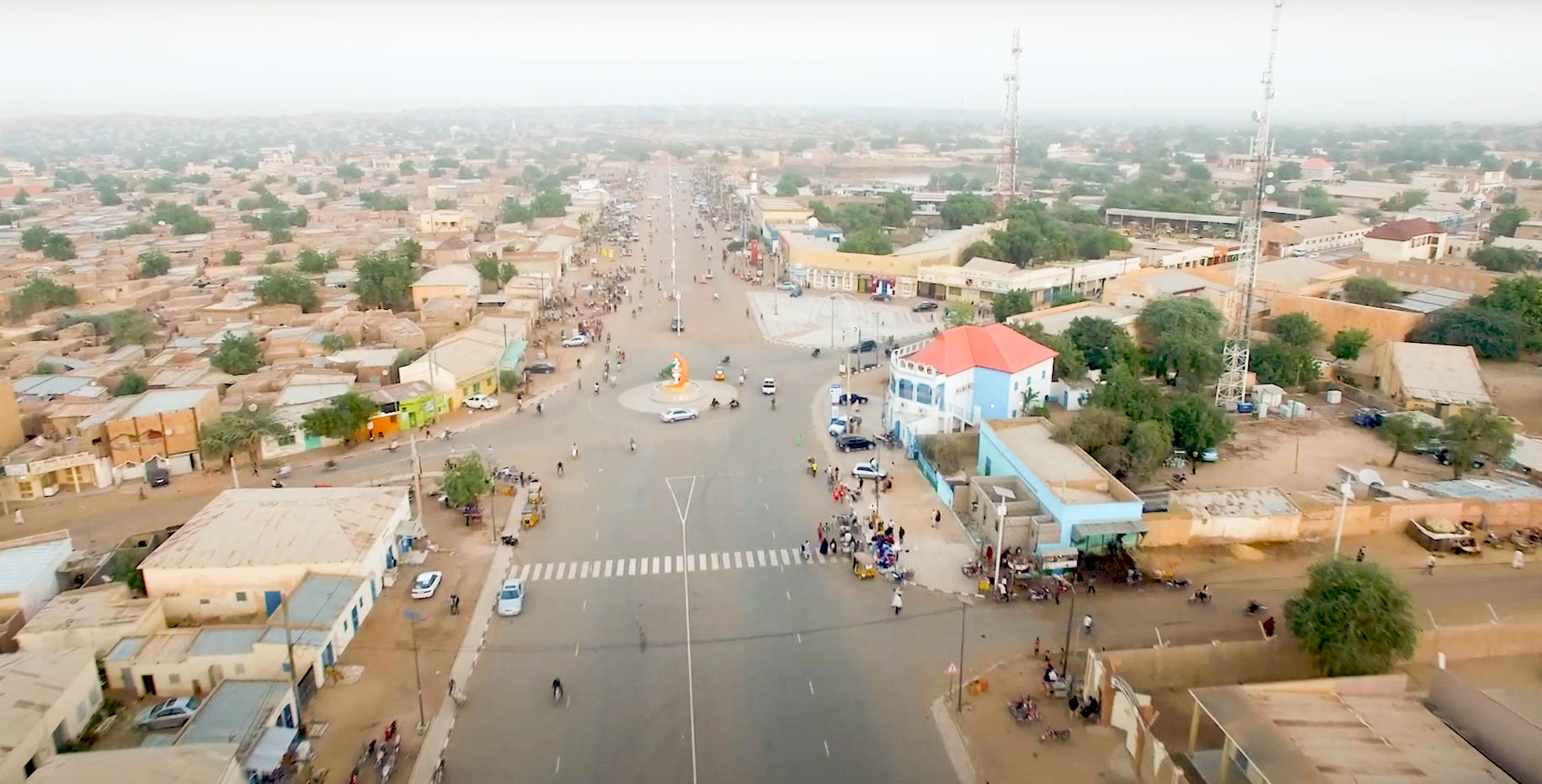
Stadtzentrum von Zinder

### Lage
Zinder liegt im Süden Nigers in der Sahelzone. Die Nachbargemeinden sind Dakoussa im Norden, Gaffati im Nordosten, Kolléram und Gouna im Südosten, Dogo im Süden, Droum im Südwesten und Tirmini im Nordwesten. Das Stadtbild ist von einem präkambrischen Granit-Massiv geprägt, auf dem sich das alte Franzosenfort und ein Wasserturm befinden. Rund drei Kilometer westlich der Stadt liegt die Mare de Kaniya, ein zur Bewässerung der umliegenden Gärten genutzter Teich mit vielen Vogelarten.

### Stadtgliederung
Zinder ist eine Stadt (ville) beziehungsweise Gemeinde mit besonderem Status (commune à statut particulier), die aus fünf Arrondissements besteht: Zinder I, Zinder II, Zinder III, Zinder IV und Zinder V. Diese sind wiederum in Stadtviertel sowie ländliche Dörfer und Weiler gegliedert.

### Klima
|                       | Jan  | Feb  | Mär  | Apr  | Mai  | Jun  | Jul  | Aug  | Sep  | Okt  | Nov  | Dez  |   |      |
| Mittl. Tagesmax. (°C) | 31,4 | 33,8 | 38,2 | 41,0 | 40,9 | 38,6 | 34,3 | 32,0 | 35,0 | 38,1 | 35,5 | 31,9 | ⌀ | 35,9 |
| Mittl. Tagesmin. (°C) | 14,4 | 16,7 | 21,3 | 24,6 | 25,3 | 24,2 | 22,5 | 22,2 | 22,1 | 22,1 | 18,8 | 15,1 | ⌀ | 20,8 |
|                       |      |      |      |      |      |      |      |      |      |      |      |      |   |      |
| Niederschlag (mm)     | 0    | 0    | 0    | 1    | 25   | 51   | 159  | 216  | 70   | 7    | 0    | 0    | Σ | 529  |
|                       |      |      |      |      |      |      |      |      |      |      |      |      |   |      |
| Sonnenstunden (h/d)   | 8,2  | 8,6  | 8,2  | 8,5  | 8,6  | 8,3  | 7,4  | 6,6  | 8,2  | 9,1  | 8,8  | 8,3  | ⌀ | 8,2  |
|                       |      |      |      |      |      |      |      |      |      |      |      |      |   |      |
| Regentage (d)         | 0    | 0    | 0    | 0    | 2    | 5    | 9    | 11   | 6    | 0    | 0    | 0    | Σ | 33   |
|                       |      |      |      |      |      |      |      |      |      |      |      |      |   |      |
| Luftfeuchtigkeit (%)  | 28   | 23   | 21   | 24   | 35   | 49   | 67   | 76   | 68   | 40   | 29   | 29   | ⌀ | 40,9 |

| 14,4 |

| 16,7 |

| 21,3 |

| 24,6 |

| 25,3 |

| 24,2 |

| 22,5 |

| 22,2 |

| 22,1 |

| 22,1 |

| 18,8 |

| 15,1 |

| 14,4 |

| 16,7 |

| 21,3 |

| 24,6 |

| 25,3 |

| 24,2 |

| 22,5 |

| 22,2 |

| 22,1 |

| 22,1 |

| 18,8 |

| 15,1 |

## Geschichte

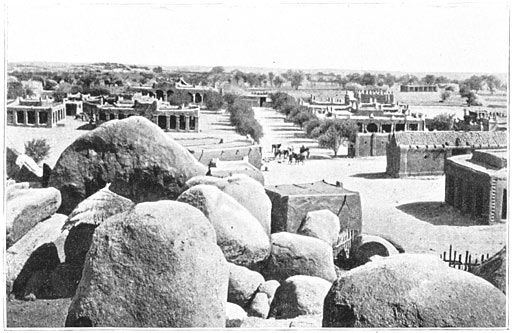
Blick über die Stadt im Jahr 1906

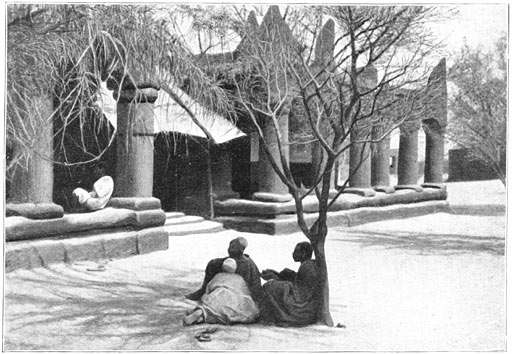
Sultanspalast im Jahr 1906

Der Name der Stadt geht einer mythologischen Überlieferung nach darauf zurück, dass ein Jäger aus Bornu einen Pakt mit einer heiligen Schlange schloss und angesichts der Größe der Schlange „Zindirr!“ rief. Eine andere Deutung lautet, dass sich der Ortsname vom Wort zoumdoum herleitet, das „groß“ bedeutet und die großen Felsen im Gebiet beschreibt. Auf Tuareg heißt die Stadt Zǝndǝr.
Im 18. Jahrhundert war Zinder noch ein kleines Hausa-Dorf. Sélimane dan Tintouma begründete 1812 als Teil des Reichs Bornu das mächtige Sultanat Zinder, indem er dort seinen Herrschaftssitz einrichtete. Seine Dynastie wird über eine Reihe von Dorfchefs in Bornu auf einen im 17. Jahrhundert lebenden frommen Mann namens Mallam zurückgeführt. Von Zinder aus eroberte der Sultan den alten Ort Damagaram. Da der Herrschaftstitel Serki n’Damagaram mit mehr Prestige verbunden war als der noch unbekannte Titel Serki n’Zinder, heißt das Gebiet des Sultanats Zinder seitdem auch Damagaram. Einer der bedeutendsten Nachfolger Sélimane dan Tintoumas war Ténimoun dan Sélimane, der von 1851 bis 1884 regierte. Er stellte die Stellung Damagarams als Satellitenstaat Bornus in Frage und besiegte mit seiner Armee mehrere benachbarte Staaten. Im Dezember 1852 besuchte der deutsche Afrikaforscher Heinrich Barth die Stadt. Die Überreste des Hauses im Stadtviertel Birni, in dem Barth wohnte, sind noch erhalten.
Sultan Ténimoun dan Sélimane ließ 1856 um das Stadtviertel Birni, dem Sitz des Sultanats und der Kanuri-Aristokratie, einen fünf Kilometer langen Befestigungsgürtel anlegen. Der Überlieferung nach wurden in diese drei Meter breite und bis zu sieben Meter hohe Stadtmauer Koran-Ausgaben und lebende Jungfrauen eingemauert, um ihr eine besondere Stärke zu verleihen. Sultan Ténimoun stärkte auch die wirtschaftliche Stellung Zinders und machte die Stadt zu einem Zentrum des Transsaharahandels für Elfenbein, Gold, Salz und Sklaven. Das Stadtviertel Zengou, die ursprüngliche Hausa-Siedlung, diente als vorübergehender Wohnort für die durchziehenden Tuareg-Händler.
Als Grenze zwischen der französischen und der britischen Einflusssphäre galt seit dem Anglo-Französischen Abkommen von 1890 zunächst die Linie Say–Barwa. Am 14. Juni 1898 einigten sich die beiden Kolonialmächte, dass das Sultanat Zinder Frankreich zustehen würde. Der damalige Sultan Amadou dan Ténimoun wurde am 29. Juli 1899 von der französischen Militärexpedition Voulet-Chanoine bei Tirmini, rund zwanzig Kilometer westlich von Zinder, besiegt. Am 30. Juli 1899 besetzten die Franzosen Zinder. Die Militärexpedition Foureau-Lamy nahm von 20. November bis 28. Dezember 1899 ihr Quartier in der Stadt und hielt Widerstände in den Dörfern im Westen im Zaum. Die alte Stadtmauer von Birni wurde schließlich 1906 von den Franzosen großteils zerstört.
Als Teil Französisch-Westafrikas schuf Frankreich bereits im Jahr 1900 das Territoire Militaire de Zinder (Militärterritorium Zinder), das 1910 zum Territoire Militaire de Niger (Militärterritorium Niger) erweitert wurde. Zinder behielt seine herausragende Stellung für die französische Niger-Kolonie bei und wurde 1911 zu deren erster Hauptstadt. Nachdem zuvor für kurze Zeit das Dorf Sorbon Haoussa als provisorischer Verwaltungssitz des Militärterritoriums gedient hatte, wurde am 20. April 1901 Zinder als dessen Hauptstadt bestimmt. Zwischen Birni und Zengou entstand die Neustadt mit Verwaltungsgebäuden und Wohnhäusern im französischen Kolonialstil. Von 1903 bis Anfang 1911 befand sich der Sitz der Territorialregierung in Niamey, während das Militärkommando in Zinder verblieb. In Zinder begannen mehrere Hauptverkehrswege der Kolonie: die 227 Kilometer lange Piste für Reiter nach Kano, die nur in der Trockenzeit nutzbare 290 Kilometer lange Piste für Automobile nach Kano, die 378 Kilometer lange Piste für Reiter nach Maïné-Soroa und die 490 Kilometer lange Piste nach Agadez, die ab Tanout für Kamele ausgerichtet war. Auch die 1375 Kilometer lange Piste von Niamey nach N’Guigmi führte durch Zinder. Sie war in der Trockenzeit bis Guidimouni und wieder ab Maïné-Soroa mit Automobilen befahrbar. Erst 1926 bestimmte Gouverneur Jules Brévié Niamey statt Zinder als Hauptstadt der Nigerkolonie.
In den 1940er Jahren erfolgte westlich des Stadtviertels Zengou eine Stadterweiterung: Hier wurde das Viertel Zengou Ouest erbaut. Seitdem und besonders seit der Unabhängigkeit Nigers 1960 wuchs die Stadt kontinuierlich. Die Rallye Dakar führte 1986 über Zinder. Im Jahr 2002 erfolgte die Umwandlung Zinders zu einem Gemeindeverbund (communauté urbaine), der aus fünf Stadtgemeinden (communes urbaines) bestand. Mit einer groß angelegten Renovierung der verfallenden Gebäude in Birni wurde 2005 begonnen. Im Juli 2008 zerstörten Überschwemmungen rund 2000 Häuser in der Stadt, über 24.000 Personen galten als geschädigt. Bei der Flutkatastrophe in West- und Zentralafrika 2010 wurden 2205 Einwohner von Zinder als Katastrophenopfer eingestuft. Der Gemeindeverbund Zinder wurde 2010 in eine Stadt (ville) beziehungsweise Gemeinde mit besonderem Status (commune à statut particulier) und die bisherigen Stadtgemeinden in Arrondissements umgewandelt. Am 16. Januar 2015 starben bei einem Brandanschlag auf das französisch-nigrische Kulturzentrum Centre Culturel Franco-Nigérien (CCFN) vier Menschen. Der Anschlag ereignete sich während einer Demonstration gegen die Veröffentlichung einer Mohammed-Karikatur der französischen Satirezeitschrift Charlie Hebdo.

## Bevölkerung
Bei der Volkszählung 2012 hatte Zinder 322.935 Einwohner, die in 51.026 Haushalten lebten. Davon wohnten 235.605 Personen im städtischen und 87.330 Personen im ländlichen Gemeindegebiet.
Bevölkerungsentwicklung
Zinder liegt im Norden des großen zusammenhängenden Siedlungsgebiets der Hausa in Niger und Nigeria. Die Stadt selbst ist multikulturell mit weiteren Bevölkerungsgruppen wie Fulbe, Kanuri, Tubu und Tuareg. Neben dem Islam sind eine Reihe weiterer Glaubensgemeinschaften in Zinder vertreten. Protestanten gibt es seit dem Auftreten der Missionsgesellschaft Serving In Mission in den 1920er Jahren. Die römisch-katholische Pfarre Heilige Therese vom Kinde Jesus, die zum Bistum Maradi gehört, wurde 1940 gegründet. Anfang der 1990er Jahre etablierten sich zwei Pfingstkirchen aus Nigeria in Zinder. Außerdem leben Zeugen Jehovas und Bahai in der Stadt.

## Politik und Justiz
Der Stadtrat (conseil de ville) hat 28 gewählte Mitglieder. Mit den Kommunalwahlen 2020 sind die Sitze im Stadtrat wie folgt verteilt: 20 RDR-Tchanji, 7 PNDS-Tarayya und 1 MNSD-Nassara. Zum Bürgermeister von Zinder wurde 2021 Abdoul Rahim Balarabé (RDR-Tchanji) gewählt.
Eines der beiden Appellationsgerichte des Landes hat seinen Sitz in Zinder – das andere ist in Niamey –, ebenso wie ein Tribunal de Grande Instance, eines der landesweit zehn Zivilgerichte der ersten Instanz. Die Haftanstalt Zinder hat eine Aufnahmekapazität von 700 Insassen. Sie besteht seit dem Jahr 1905 und ist damit das älteste Gefängnis des Landes.

## Kultur und Sehenswürdigkeiten

### Architektur

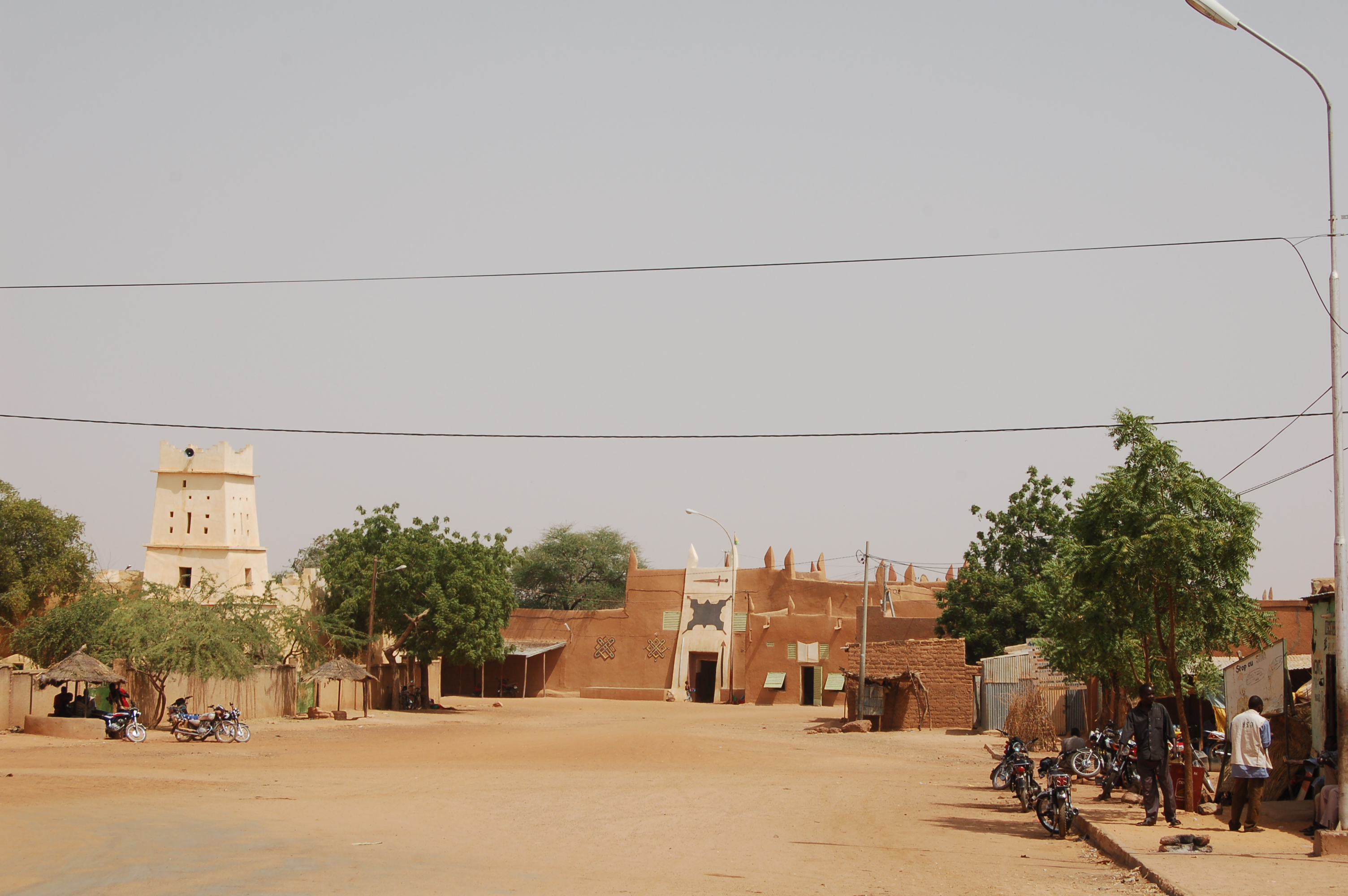
Altes Minarett der Großen Moschee und Sultanspalast in Birni

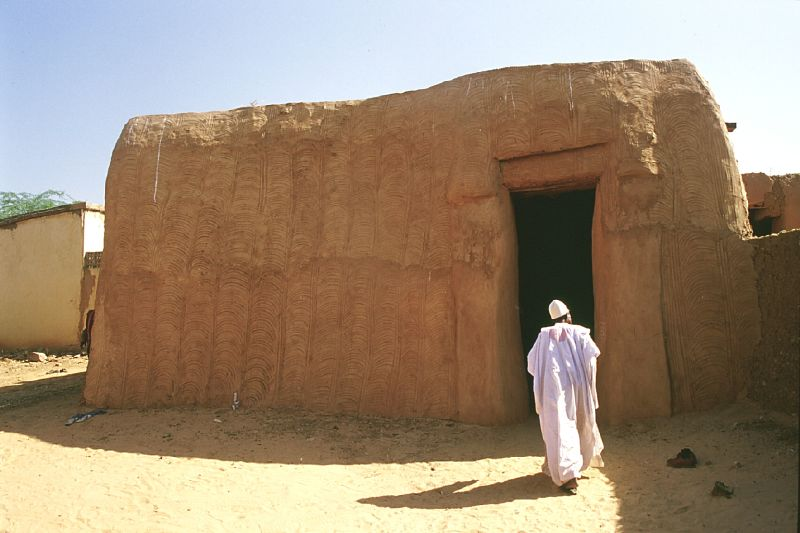
Traditionelle Architektur in Birni

Das Stadtviertel Birni ist durch quadratische Häuser gekennzeichnet, die geometrisch geschnitzte Ornamente und Malereien tragen. Im Sultanspalast von Zinder in Birni wohnen der Sultan, seine Familie und sein Hofstaat, zusammen rund 450 Personen. Der Palast ist mit Reliefornamenten geschmückt. An der Fassade sind die Embleme des Sultans angebracht: ein Stab, ein Schwert und der Koran. Der Sultan nimmt als lokaler islamischer Anführer keine offizielle politische Funktion mehr ein. Erhalten geblieben sind der große Einfluss des Sultans auf die lokale Bevölkerung sowie ein ausdifferenziertes Hofzeremoniell. Neben dem Sultanspalast steht die Große Moschee von Zinder mit einem dreizehn Meter hohen Minarett und einem bemerkenswerten Innenraum. Die Residenz des Fulbe-Anführers wurde von 1812 bis 1820 im Hausa-Stil errichtet. Sie diente früher als Sitz des Sultanats Damagaram. Weitere Adelspaläste in Birni gehen auf die Mitte des 19. Jahrhunderts zurück, einige davon wurden vermutlich vom Baumeister Dangoni Dandibi entworfen.
Im Stadtviertel Zengou wurden um 1940 viele der im Hausa-Stil erbauten Gebäude zerstört. Von 1946 bis 1950 erfolgte jedoch eine Wiedergeburt dieser traditionellen Architektur, sodass das Stadtviertel heute wieder vom Hausa-Stil geprägt ist. Die wichtigsten Baukünstler Zengous waren Mitte des 20. Jahrhunderts der Baumeister Mamane Illoua und der Dekorationsmaler Dandibi.
Im Norden Zinders befindet sich ein 250 Meter hoher Mast, der das höchste Bauwerk Nigers ist.

### Kulturelle Einrichtungen
Als Museum für die regionale Kultur besteht seit 1988 der Centre de Collecte. Zwischen Birni und Zengou gelegen, sind die Gebäude dieses Museums im traditionellen Hausa-Stil gestaltet. Ein wichtiger Ort für kulturelle Veranstaltungen aller Art ist der Centre Culturel Franco-Nigérien (CCFN).

### Regelmäßige Veranstaltungen

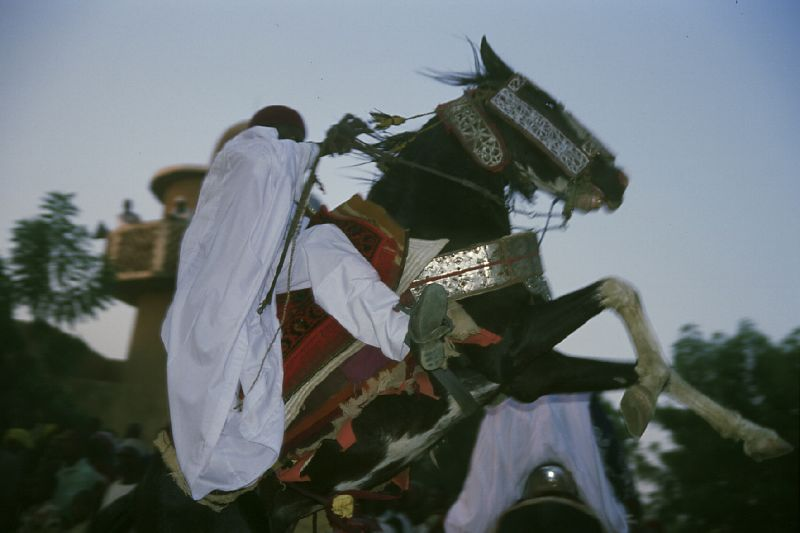
Reiter beim Festival Hawan

Anlässlich des islamischen Opferfests findet alljährlich das Festival Hawan in Zinder statt. Im Mittelpunkt des Festivals steht ein Stierkampf, der nach nigrischer Tradition durchgeführt wird. Das Festival erstreckt sich über mehrere zentrale Plätze in der Stadt, besonders prominent vor dem Sultanspalast. Die Feiern werden von auf Pferden reitenden Fleischern und deren Söhnen sowie vom Gesang von Griots begleitet.
Wassan Kara ist ein weiteres traditionelles Fest, das jährlich im Dezember stattfindet. Hier wird sich in theatraler Form über führende Persönlichkeiten lustig gemacht.

### Belletristik
Zinder kommt im 1863 erschienenen Abenteuerroman Fünf Wochen im Ballon von Jules Verne vor. Die Stadt ist ein Hauptschauplatz im 1955 veröffentlichten Roman La grande fauve von Christian Chéry. Jean d’Esme schilderte die Ermordung des Offiziers Marius Cazemajou in Zinder in der Kurzgeschichte La marche vers le soleil, die 1949 im Sammelband Sables de feu herauskam. Die Kolonialzeit Ende der 1920er Jahre in Zinder und N’Guigmi bildet den Hintergrund des autobiografischen Romans Les Talakas von René Persyn aus dem Jahr 1978 und der Erinnerungen des Tubu-Forschers Jean Chapelle, die 1987 posthum unter dem Titel Souvenirs du Sahel erschienen.

## Wirtschaft und Infrastruktur

### Wirtschaft und Handel
Zinder liegt inmitten eines großen Erdnuss-Anbaugebiets. In der Stadt selbst werden Kleidung, Schuhe und Kunsthandwerk hergestellt. In wirtschaftlicher Hinsicht bedeutend ist Zinder jedoch in erster Linie für den Handel. Der große tägliche Markt heißt Kassua’n Dollé. Neben einer Vielzahl weiterer Waren werden hier auch traditionelle Medikamente verkauft. Eine lokale kulinarische Spezialität sind alkali, kleine Kuchen aus Weizen und Honig. Jeden Donnerstag findet zusätzlich ein großer Viehmarkt statt, der bis ins Nachbarland Nigeria ausstrahlt. Gehandelt wird unter anderem mit Schafen, Ziegen, Rindern, Kamelen, Eseln und Pferden.

### Bildung

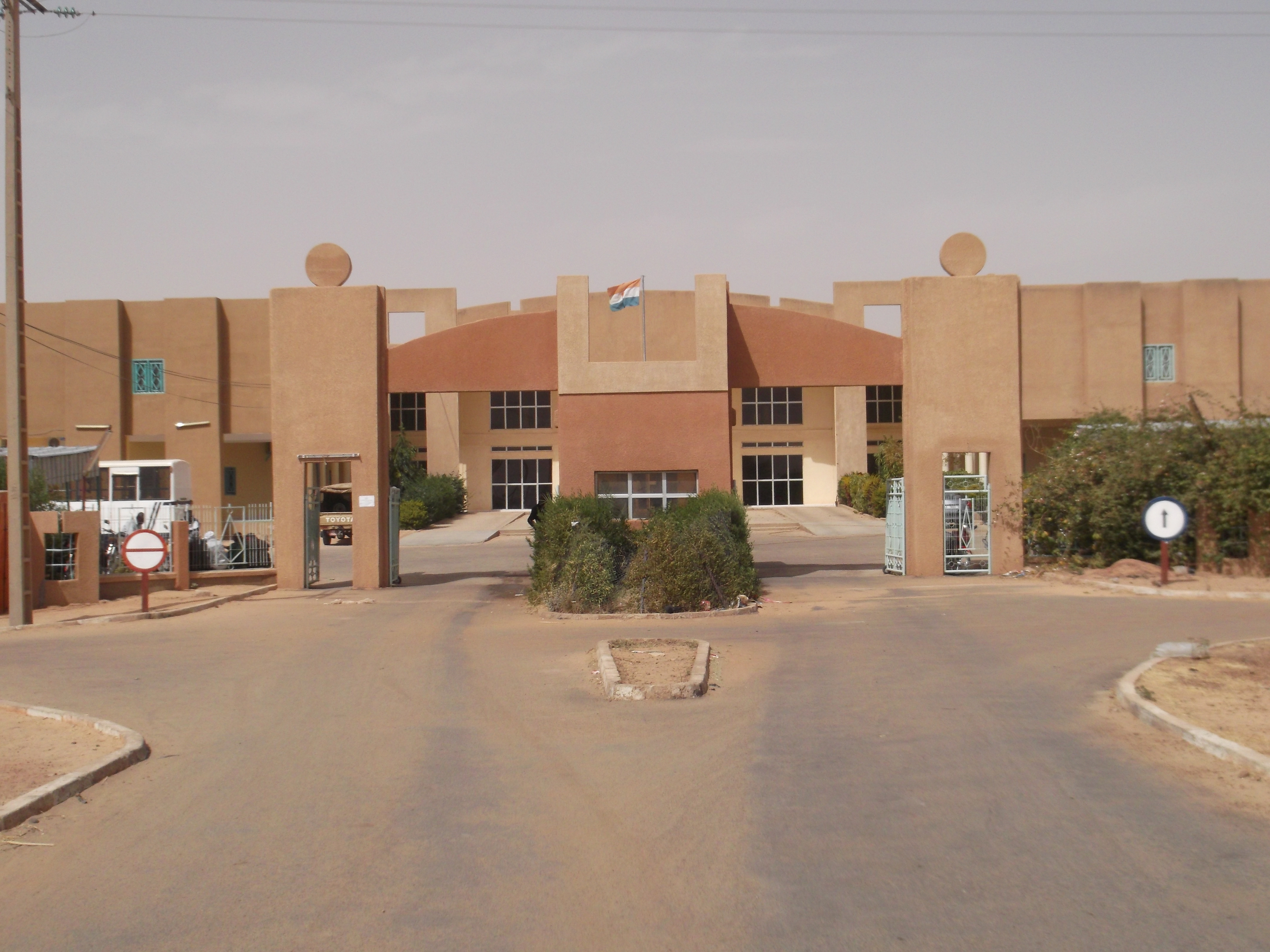
André-Salifou-Universität Zinder

Die André-Salifou-Universität Zinder wurde 2010 gegründet. Die traditionsreiche Lehrerbildungsanstalt Ecole Normale d’Instituteurs Askia Mohamed besteht seit dem Jahr 1957. Das Berufsausbildungszentrum Centre de Formation Professionnelle et d’Apprentissage de Zinder (CFPA Zinder) bietet Lehrgänge in Bau, Elektromechanik, Automechanik, Gas- und Sanitärinstallationen, Sekretariatswesen und Schweißen an. An der berufsbildenden Mittelschule Lycée Professionnel de Zinder bestehen Zweige zu Kälte- und Klimatechnik, Wartung und Sekretariatswesen. In jedem der fünf Arrondissements gibt es jeweils ein Collège d’Enseignement Technique (CET), eine technische Fachschule. Im Jahr 2010 gab es in Zinder 188 Grundschulen, davon waren 23 Privatschulen.

### Gesundheit und Versorgung
In Zinder befinden sich ein Nationalkrankenhaus (französisch: Hôpital national) und mehrere Privatkliniken. Es gibt zahlreiche Apotheken, die zumeist nur eine geringe Auswahl an Medikamenten zur Verfügung haben. Die Versorgung mit Strom und Wasser ist grundsätzlich gegeben. In der Trockenzeit kann es allerdings zu dramatischen Engpässen bei der Wasserversorgung kommen. In der Stadt befinden sich mehrere Entwicklungshilfe-Plätze des Deutschen Entwicklungsdienstes und des Friedenscorps sowie ein Koordinierungsbüro der dänischen Entwicklungszusammenarbeit.

### Verkehr

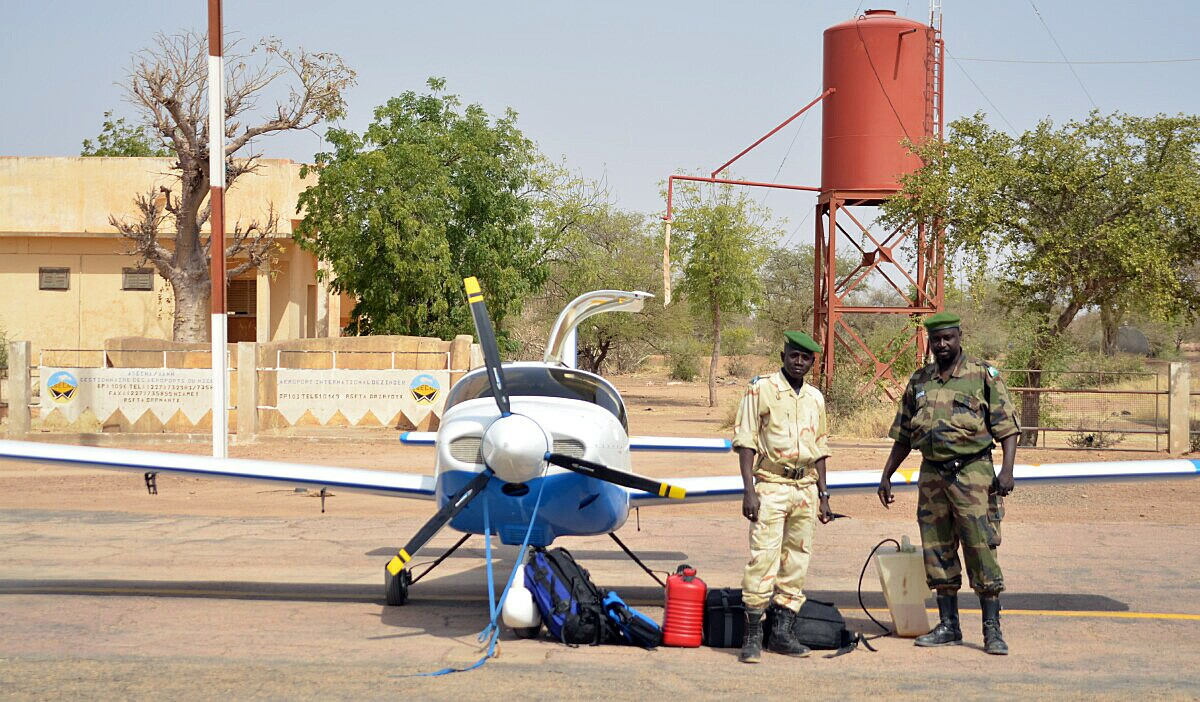
Flughafen Zinder

Das Straßenbild ist von Motorradtaxis, genannt kabou-kabou, geprägt. Zinder liegt an der nach Niamey führenden Nationalstraße 1 und an der Nationalstraße 11, die Teil der internationalen Fernstraße Algier-Lagos-Highway ist. Die Stadt wird von allen vier großen Busunternehmen des Landes angefahren. Busverbindungen bestehen unter anderen nach Niamey, Arlit und N’Guigmi. Im Südwesten Zinders befindet sich ein kleiner ziviler Flughafen, der Flughafen Zinder (IATA-Code: ZND, ICAO-Code: DRZR).

## Militär
In Zinder befindet sich das Centre d'instruction militaire der Forces Armées Nigériennes (FAN).

## Persönlichkeiten
- Aboubacar Ibrahim Abani (* 1962), Diplomat
- Amadou dan Ténimoun († 1899), Sultan von Zinder
- Mahamadou Ibrahim Bagadoma (* 1961), General
- Mahamane Brah (* 1944), Politiker und Diplomat
- Gabriel Cyrille (* 1944), Offizier und Politiker
- Hadjia Délou (1938–2020), Schauspielerin und Regisseurin
- Moussa Hamadou Djingarey (* 1973), Filmregisseur und Filmproduzent
- Issa Ibrahim (1922–1991), Politiker
- Marcel Inné (1934–2001), Schuldirektor und Vizebürgermeister (1966–1974) von Zinder
- Albert Issa (1943–1993), Schriftsteller und Verleger
- Harou Kouka (1922–2008), Arzt und Politiker
- Ali Lamine Zeine (* 1965), Politiker
- Fadji Maina (* 1991), Hydrologin
- Abdoulaye Mamani (1932–1993), Schriftsteller und Politiker
- Kélétigui Mariko (1921–1997), Autor und Manager
- Habib Moctar (1950–1994), Politiker
- Salifou Mody (* 1962), General und Diplomat
- Kokou Henri Motcho (* 1959), Geograph, erster Rektor der Universität Zinder
- Mahamane Ousmane (* 1950), Politiker
- Malam Saguirou (* 1979), Filmregisseur
- André Salifou (1942–2022), Historiker, Schriftsteller, Politiker und Diplomat
- Salifou Fatimata Bazèye (* 1951), Richterin
- Aboubakar Amadou Sanda (* 1964), Offizier
- Sélimane dan Tintouma († 1831), Sultan von Zinder
- Ténimoun dan Sélimane († 1884), Sultan von Zinder